# Radicaal 92
Radicaal 92 is een van de 34 van de 214 Kangxi-radicalen dat bestaat uit vier strepen.
In het Kangxi-woordenboek zijn er 9 karakters die dit radicaal gebruiken.

## Karakters met het radicaal 92
| Strepen | Karakter |
| ------- | -------- |
| + 0     | 牙       |
| + 8     | 牚       |

Bronskarakter
Groot zegelkarakter